# 시카고 교향악단
시카고 교향악단(Chicago Symphony Orchestra)은 미국 일리노이주의 시카고를 본거지로 활동하는 관현악단이다. 미국을 대표하는 관현악단 중 하나이다.

## 역사
1891년 시카고의 사업가였던 찰스 노먼 페이가 사비를 들여 '시카고 관현악단' 을 창립하고, 초대 상임 지휘자로 뉴욕 필하모닉 오케스트라 등의 상임 지휘자를 역임한 시어도어 토머스를 초빙했다. 첫 연주회는 같은 해 10월 16일에 오디토리엄 시어터에서 열렸으며, 토머스는 이후 베토벤이나 브루크너 등의 독일계 작품을 중심으로 레퍼토리 폭을 넓혔다. 1904년 12월에는 토머스의 제안으로 착공된 새로운 상주 공연장인 시카고 오케스트라 홀이 개관하기도 했으나, 토머스는 며칠 뒤인 1905년 1월에 타계했다. 악단은 그의 업적을 기려 '시어도어 토머스 오케스트라 홀'이라는 명칭을 현관부에 새겨넣었다.
토머스의 후임으로는 독일 출신의 프레데릭 스톡이 임명되었고, 스톡도 1942년에 타계할 때까지 재임하면서 스트라빈스키와 프로코피에프 등 동시대 작곡가들의 작품을 과감하게 레퍼토리에 추가시키는 등의 개혁을 단행했다. 스톡 재임기였던 1913년에는 현재의 명칭으로 개칭되었으며, 3년 뒤에는 역시 스톡의 지휘로 첫 녹음을 취입했다. 스톡 사후에는 데지레 드포와 아르투르 로진스키, 라파엘 쿠벨릭이 차례로 직위를 이어받았으나, 청중 동원력 부재와 가혹한 리허설 방식, 평단과 악단 운영진의 압박 등으로 모두 단기 역임에 그쳤다. 로진스키 후임으로 빌헬름 푸르트벵글러를 영입하려는 시도도 진행되었으나, 나치스를 피해 미국에 망명한 음악인들의 강력한 반대로 인해 무산되기도 했다.
1953년에는 쿠벨릭의 후임으로 프리츠 라이너가 상임 지휘자에 취임했고, 라이너는 특유의 엄격한 훈련으로 악단의 합주력을 개선하면서 RCA에 본격적인 레코드 녹음을 시작했다. 라이너가 심장병으로 물러난 후에는 프랑스 출신의 장 마르티농이 자리를 이어받았으나, 단원들과의 불화로 인해 1968년 사임했다. 1969년에는 상임 지휘자와 수석 객원 지휘자로 각각 조지 숄티와 카를로 마리아 줄리니를 맞아들여 새로운 변혁을 꾀했다.
솔티는 1991년까지 재임하면서 베토벤과 브람스, 말러의 교향곡 전곡 녹음을 비롯한 많은 음반을 데카에 취입했으며, 악단의 합주력과 표현력을 창단 이래 최고 수준으로 끌어올렸다는 평을 받았다. 특히 금관악기 파트의 실력은 미국 제일이라는 찬사를 받기도 했다. 솔티 이후에는 다니엘 바렌보임이 자리를 이어받아 2006년까지 재임했다. 2008년 현재 수석 지휘자로 베르나르트 하이팅크가, 명예 지휘자로 피에르 불레즈가 활동하고 있으며, 음악 감독이나 상임 지휘자 자리는 공석인 상태다.
2008년 5월에 교향악단 이사회는 신임 음악 감독으로 리카르도 무티를 초빙하기로 방침을 확정했으며, 무티는 2010~11년 시즌부터 활동할 예정이다.

## 주요 활동

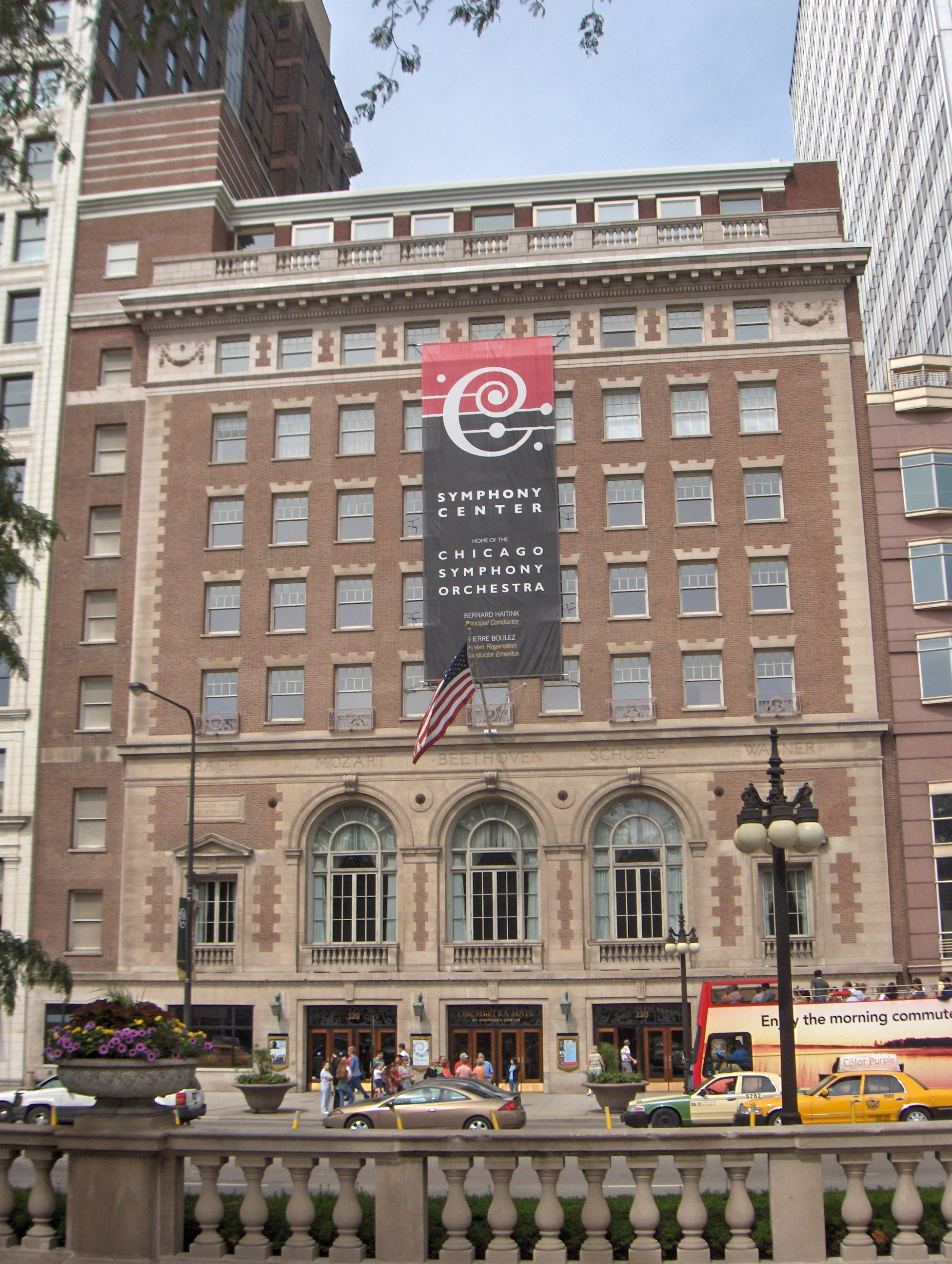
시카고 오케스트라 홀

오케스트라 홀에서 열리는 정기 연주회를 비롯한 각종 공연 외에도 여름에는 하이랜드 파크에서 열리는 라비니아 음악제의 상주 관현악단으로 초빙되어 활동하고 있으며, 판타지아 2000 등의 영화/애니메이션 작품의 사운드트랙 녹음에도 참여하고 있다. 주로 콘서트 위주로 활동하고 있지만, 라비니아 음악제에서는 오페라나 발레 등 무대 작품 공연에도 종종 참가하고 있으며 오케스트라 홀에서는 콘서트 형식으로 상연하기도 한다.
방송 출연은 1925년부터 시작했으며, 미국의 주요 라디오와 텔레비전 방송국을 통해 연주회를 정기적으로 중계하고 있다. 음반 녹음은 라이너 재임기 때 RCA에서 본격적으로 시작되었고, 후임이었던 솔티는 데카 전속으로 창단 이래로 가장 많은 종류의 음반을 발매했다. 바렌보임도 전속 음반사였던 텔덱 등과 작업했으며, 상임 초빙이 무산되었던 푸르트벵글러 작곡의 교향곡 제 2번을 녹음해 화제가 되기도 했다. 수석 객원 지휘자들이었던 줄리니와 아바도, 불레즈도 도이체 그라모폰과 소니 클래시컬 등에 음반을 남기고 있다. 2007년에는 악단 자체 음반사인 'CSO 리사운드'를 설립했고, 제작되는 녹음들은 온라인 음원과 CD 두 가지 형태로 발매하고 있다.

## 역대 지휘자
음악 감독
- 시어도어 토머스 (1891-1905)
- 프레데릭 스톡 (1905-1942)
- 데지레 드포 (1943-1947)
- 아르투르 로진스키 (1947-1948)
- 라파엘 쿠벨릭 (1950-1953)
- 프리츠 라이너 (1953-1962, 1962-1963 음악 고문)
- 장 마르티농 (1963-1968)
- 어윈 호프만 (1968-1969 음악 감독 대리)
- 조지 숄티 (1969-1991)
- 다니엘 바렌보임 (1991-2006)
- 리카르도 무티 (2010- )

수석 지휘자
- 베르나르트 하이팅크 (2006-)

수석 객원 지휘자
- 카를로 마리아 줄리니 (1969-1972)
- 클라우디오 아바도 (1982-1985)
- 피에르 불레즈 (1995-2006, 이후 명예 지휘자)